# Родригес, Реджинальд
Реджинальд Невилл Родригес (англ. Reginald Neville Rodrigues; 29 мая 1922 — 15 августа 1995, Монреаль, Квебек) — индийский хоккеист на траве, нападающий. Олимпийский чемпион 1948 года.

## Биография
Реджинальд Родригес родился 29 мая 1922 года.
Играл в хоккей на траве за Бомбей.
В 1948 году вошёл в состав сборной Индии по хоккею на траве на летних Олимпийских играх в Лондоне и завоевал золотую медаль. Играл на позиции нападающего, провёл 1 матч, забил 1 мяч в ворота сборной Австрии.
Умер 15 августа 1995 года в главной больнице канадского города Монреаль.

## Семья
Был женат на Лиллиан Кук. У них было трое детей: сын Патрис (Рон), дочери Сандра и Бренда.